# Ньюарк-он-Трент
Нью́арк-он-Трент (англ. Newark-on-Trent) — город в графстве Ноттингемшир Англии, входит в состав района Ньюарк-энд-Шервуд.

## География
Город Ньюарк-он-Трент находится в восточной части Англии, ныне в графстве Ноттингемшир, ранее в графстве Линкольншир, региона Ист-Мидлендс. Численность населения составляет 53.746 человек (на 2001 год).

## История

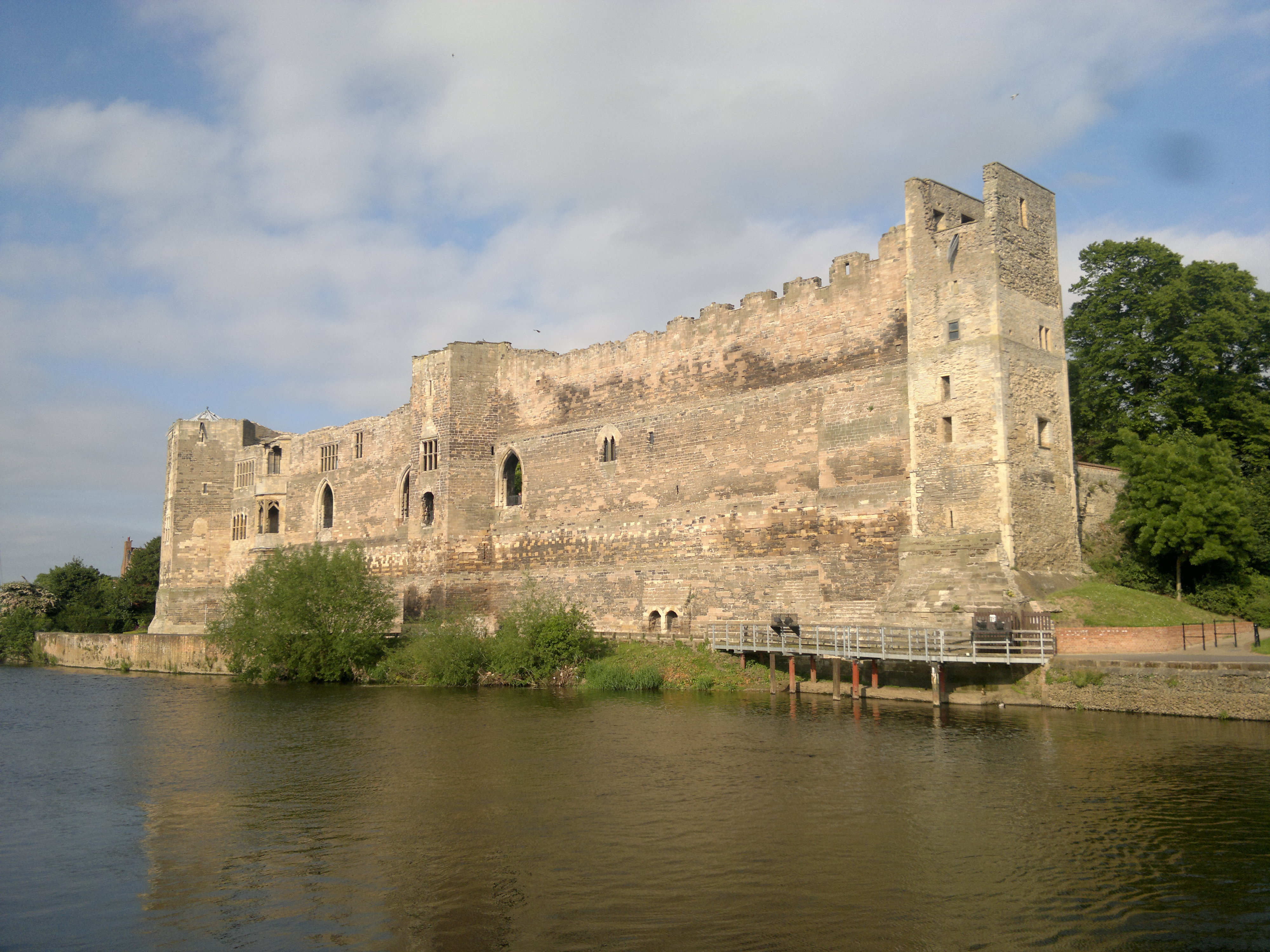
Замок Ньюарк на р. Трент

Город был основан на старинной римской дороге, в месте её пересечения с рекой Трент. Впервые упоминается в 664 году, затем в Книге Страшного суда. В XII столетии епископы Линкольнские строят здесь замок Ньюарк и мост через Трент. 
В 1549 году город переходит из владения епископов к короне. 
С 1673 от Ньюарка избирается по два депутата в палату общин английского парламента. В XIX веке в городе появляются промышленные предприятия — завод по производству сельскохозяйственных машин и сахарные производства.
В 1698 году здесь родился писатель Уильям Уорбертон, оставивший заметный след в английской литературе.

## Экономика
Дорога «A1» (Эдинбург — Ньюарк-он-Трент — Грэнтем — Лондон) пересекает город в направлении с севера на юг.

## Города-партнёры
- Сандомир
- Эммендинген